# 弗朗茨·库切拉

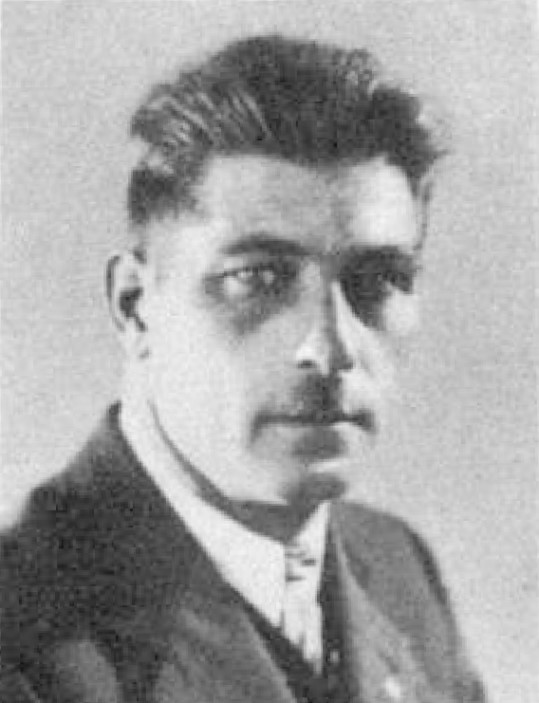
弗朗茨·库切拉

弗朗茨·库切拉（Franz Kutschera，1904年2月22日—1944年2月1日）是一位奥地利纳粹政客、政府官员。1938年德奧合併并前后，他曾在纳粹党和党卫队中担任多个政治和行政职务。二战期间，他曾随党卫队在法国、南斯拉夫、苏联以及波兰服役。
1943年，库切拉被任命为华沙党卫队和警察领袖。波蘭家鄉軍在和波蘭流亡政府达成一致后决定刺杀库切拉。1944年2月1日，波蘭家鄉軍下属的凯德夫发动特别行动，在华沙的党卫队总部门前殺死库切拉。德方在随后的报复行动中处决了300名波兰平民。